# Interlachen
Interlachen és una població dels Estats Units a l'estat de Florida. Segons el cens del 2000 tenia 1.475 habitants.

## Demografia
Segons el cens del 2000, Interlachen tenia 1.475 habitants, 537 habitatges, i 381 famílies. La densitat de població era de 98 habitants/km².
Dels 537 habitatges en un 33,9% hi vivien nens de menys de 18 anys, en un 52,7% hi vivien parelles casades, en un 13,8% dones solteres, i en un 28,9% no eren unitats familiars. En el 23,8% dels habitatges hi vivien persones soles l'11,2% de les quals corresponia a persones de 65 anys o més que vivien soles. El nombre mitjà de persones vivint en cada habitatge era de 2,75 i el nombre mitjà de persones que vivien en cada família era de 3,28.
Per edats la població es repartia de la següent manera: un 30,9% tenia menys de 18 anys, un 7,5% entre 18 i 24, un 23,9% entre 25 i 44, un 22,9% de 45 a 60 i un 14,8% 65 anys o més.
L'edat mediana era de 36 anys. Per cada 100 dones de 18 o més anys hi havia 91,5 homes.
Entorn del 26,9% de les famílies i el 27,5% de la població estaven per davall del llindar de pobresa.

## Poblacions més properes
El següent diagrama mostra les poblacions més properes.